# Koi No Yokan
Koi No Yokan es el séptimo álbum de estudio de la banda de metal alternativo Deftones. Fue lanzado el 12 de noviembre de 2012 en Reino Unido y el 13 de noviembre de 2012 en Estados Unidos por Reprise Records. El cantante Chino Moreno caracterizó al álbum como "dinámico" con una gama completa de sonido, y señaló que más contribuciones se hicieron para el álbum del bajista Sergio Vega en comparación con su anterior disco, Diamond Eyes. El 19 de septiembre de 2012, la banda lanzó la canción "Leathers" como sencillo promocional a través de una descarga gratuita en su página web. El primer sencillo oficial, "Tempest", estrenada el Spin.com para el streaming de 3 de octubre de 2012.
Koi No Yokan frase en japonés, cuya traducción al español significa algo parecido a “premonición del amor”.

## Lista de canciones
Todas las canciones escritas y compuestas por Chino Moreno. 
| Edición estándar |                         |          |  |
| N.º              | Título                  | Duración |  |
| 1.               | «Swerve City»           | 2:44     |  |
| 2.               | «Romantic Dreams»       | 4:38     |  |
| 3.               | «Leathers»              | 4:08     |  |
| 4.               | «Poltergeist»           | 3:31     |  |
| 5.               | «Entombed»              | 4:59     |  |
| 6.               | «Graphic Nature»        | 4:31     |  |
| 7.               | «Tempest»               | 6:05     |  |
| 8.               | «Gauze»                 | 4:41     |  |
| 9.               | «Rosemary»              | 6:53     |  |
| 10.              | «Goon Squad»            | 5:40     |  |
| 11.              | «What Happened to You?» | 3:53     |  |
| 51:42            |                         |          |  |

## Personal
- Abe Cunningham - batería
- Stephen Carpenter - guitarras
- Frank Delgado - tornamesas, samples, teclados
- Chino Moreno - voz, guitarras
- Sergio Vega - bajo

## Posicionamiento
| País           | Lista (2012)                    | Mejor posición |
| -------------- | ------------------------------- | -------------- |
| Alemania       | Media Control Charts            | 17             |
| Australia      | Listas musicales de Australia   | 16             |
| Austria        | Ö3 Austria Top 40               | 25             |
| Bélgica        | Belgian Albums Charts (Flandes) | 51             |
| Bélgica        | Belgian Albums Charts (Valonia) | 35             |
| Canadá         | Canadian Albums Chart           | 13             |
| Dinamarca      | Danish Albums Charts            | 24             |
| España         | Promusicae                      | 60             |
| Estados Unidos | Billboard 200                   | 11             |
| Estados Unidos | Rock Albums                     | 5              |
| Estados Unidos | Alternative Albums              | 5              |
| Estados Unidos | Hard Rock Albums                | 2              |
| Finlandia      | Finnish Albums Charts           | 35             |
| Francia        | SNEP                            | 30             |
| Hungría        | Mahasz                          | 40             |
| Irlanda        | Irish Albums Charts             | 49             |
| Italia         | FIMI                            | 60             |
| Noruega        | Norwegian Albums Charts         | 34             |
| Nueva Zelanda  | RIANZ                           | 8              |
| Países Bajos   | MegaCharts                      | 28             |
| Reino Unido    | UK Albums Chart                 | 30             |
| Suiza          | Schweizer Hitparade             | 22             |